# Cinc W
Les cinc W (també conegudes com a les cinc W i una H o com les sis W) és un concepte vinculat a la redacció i presentació de notícies periodístiques, així com a la investigació científica, i a la recerca detectivesca i policíaca, que es considera essencial en la reunió i presentació d'informació. És una fórmula de l'escola de periodisme estatunidenca per obtenir una història «completa». Segons el principi de les cinc W, una informació és considerada completa si respon a les següents preguntes, cadascuna de les quals comprèn una paraula interrogativa en anglès:
- Who? (Qui?)
- What? (Què?)
- Where? (On?)
- When? (Quan?)
- Why? (Per què?)

Alguns autors també afegeixen a la llista una sisena pregunta, How? (Com?), tot i que la seva resposta ja podria haver ser coberta en el What?, Where? o When?.

## Principi
El principi subjacent a la màxima és que cada pregunta ha d'obtenir una resposta basada en dades, els fets bàsics que cal incloure a una informació perquè es consideri completa. És important que cap d'aquestes preguntes sigui contestada amb un simple «sí» o «no».
En el context de l'estil de notícies per a la creació d'articles periòdics, les cinc W són fets que s'haurien d'incloure a l'entrada o lead, o en els dos o tres primers paràgrafs del cos de la notícia, després dels quals es permet més text informatiu.

## Història
Al llarg de la història s'han presentat diverses sèries de preguntes com a manera de formular o analitzar preguntes retòriques. El retòric Hermàgores de Temnos, citat a la pseudo-Agustí De Rhetorica, defineix set «circumstàncies» (μόρια περιστάσεως, «elements de circumstància») com a loci d'un tema: Quis, quid, quando, ubi, cur, quem ad modum, quibus adminiculis (Qui, què, quan, on, per què, de quina manera, amb quins mitjans?).
Ciceró tenia un concepte similar de circumstàncies, però, tot i que Tomàs d'Aquino atribueix les preguntes a Ciceró, aquestes no apareixen en les seves obres. De la mateixa manera, Quintilià tracta el loci argumentorum, però no ho exposa interrogativament. Gai Mari Victorí explica el sistema de circumstàncies de Ciceró mostrant-lo amb les corresponents preguntes d'Hermàgores:
Gai Juli Víctor també presenta les circumstàncies com a preguntes. Boeci «va fer les set circumstàncies fonamentals per les arts de l'acusació i la defensa»: Quis, quid, cur, quomodo, ubi, quando, quibus auxiliis (Qui, què, per què, com, on, quan, amb què?).
La forma de la pregunta va ser represa durant el segle xii per Thierry de Chartres i Joan de Salisbury. Per administrar la penitència adequada als pecadors, el cànon 21 del Concili del Laterà IV (1215) va imposar als confessors investigar tant els pecats i les circumstàncies dels pecats. La pregunta era coneguda pels rectors, i va aparèixer escrita en diverses formes:
Quis, quid, ubi, per quos, quoties, cur, quomodo, quando.
Quis, quid, ubi, quibus auxiliis, cur, quomodo, quando.
Quis, quid, ubi, cum quo, quotiens, cur, quomodo, quando.
Quid, quis, ubi, quibus auxiliis, cur, quomodo, quando.
Quid, ubi, quare, quantum, conditio, quomodo, quando: adiuncto quoties.
El mètode de preguntes també es va utilitzar per a l'exegesi sistemàtica d'un text. Posteriorment, el retòric anglès Thomas Wilson va escriure a The Arte of Rhetorique, llibre I, el següent vers en anglès:
Who, what, and where, by what helpe, and by whose:
Why, how, and when, doe many things disclose.
El segle xix el professor estatunidenc William Cleaver Wilkinson va popularitzar el terme «Tres W» (Què, per què i què?), com a mètode d'estudi de la Bíblia a la dècada de 1880, encara que no en reclama l'originalitat. Això es va convertir en la «cinc W», encara que la seva aplicació és bastant diferent de la del periodisme.
Les cinc W (i una H) van ser destacades per l'escriptor britànic Rudyard Kipling a la seva obra Just So Stories (1902), on un poema que acompanya la història de «The Elephant's Child» obre amb:
| « | (anglès) I keep six honest serving-men (They taught me all I knew); Their names are What and Why and When And How and Where and Who. | (català) Tinc sis honestos servents (em van ensenyar tot el que sé); els seus noms són Què i Per què i Quan i Com i On i Qui. | » |

D'aquesta manera, el mètode de resolució de problemes «cinc W i una H» també es coneix com el «mètode Kipling», que ajuda a explorar els problemes encarant-nos a aquestes preguntes.
El 1917 les «cinc W» van començar a ensenyar-les a les classes de periodisme de les universitats, tot i que el 1940 aquest mètode va ser definit com a passat de moda i fal·laç «per passar a una entradeta més flexible i interessant». Actualment continua tenint vigència com a model per informar de forma completa d'una notícia, tot i que pot conviure amb altres esquemes.